# La Familia (álbum)
La Familia é o terceiro álbum de estúdio do cantor colombiano J Balvin. Foi lançado em 29 de outubro de 2013, pela Capitol Latin. O álbum foi indicado para Melhor Álbum de Música Urbana e o single "6 AM" para Melhor Performance Urbana e Melhor Canção Urbana no 15º Grammy Latino.

## Alinhamento das faixas
Todas as faixas escritas e compostas por Jose Alvaro Osorio "J" Balvin, exceto onde indicado.. 
| La Familia     |                                               |                                  |         |  |
| N.º            | Título                                        | Compositor(es)                   | Duração |  |
| 1.             | "Sola"                                        |                                  | 3:48    |  |
| 2.             | "La Venganza"                                 |                                  | 3:26    |  |
| 3.             | "Déjate Llevar"                               |                                  | 3:11    |  |
| 4.             | "Mil Fantasías"                               | Balvin Arbise González           | 3:41    |  |
| 5.             | "6 AM" (com participação de Farruko)          |                                  | 4:03    |  |
| 6.             | "Lose Control" (com participação de Vein)     | Balvin Gavriel Aminov Keith Ross | 4:54    |  |
| 7.             | "Eras Así"                                    |                                  | 3:48    |  |
| 8.             | "What a Creation"                             |                                  | 2:29    |  |
| 9.             | "Desnúdate"                                   |                                  | 3:45    |  |
| 10.            | "Imaginándote"                                |                                  | 3:36    |  |
| 11.            | "Bajo La Luna"                                |                                  | 4:17    |  |
| 12.            | "Live In Stereo" (com participação de Motiff) |                                  | 3:30    |  |
| 13.            | "Porque Tu"                                   |                                  | 2:56    |  |
| 14.            | "Tranquila"                                   |                                  | 3:21    |  |
| 15.            | "Yo Te Lo Dije"                               |                                  | 3:40    |  |
| Duração total: | Duração total:                                | Duração total:                   | 49:14   |  |

## Desempenho nas tabelas musicais
| Chart (2013)                                   | Maior posição |
| ---------------------------------------------- | ------------- |
| Colômbia (ASINCOL)                             | 1             |
| Estados Unidos (Billboard Top Latin Albums)    | 10            |
| Estados Unidos (Billboard Latin Rhythm Albums) | 1             |
| Estados Unidos (Billboard Heatseekers Albums)  | 36            |
| México (Top 100 Mexico)                        | 46            |

| Chart (2014)                                | Posição |
| ------------------------------------------- | ------- |
| Estados Unidos (Billboard Top Latin Albums) | 38      |
| Chart (2015)                                | Posição |
| Estados Unidos (Billboard Top Latin Albums) | 38      |

## Vendas e certificações
| Região                                         | Certificação | Vendas/distribuição |
| ---------------------------------------------- | ------------ | ------------------- |
| Argentina (CAPIF)                              | Ouro         | 20,000^             |
| Colômbia (ASINCOL)                             | 5× Platina   | 100.000^            |
| Chile (IFPI Chile)                             | Ouro         | 5,000 ^             |
| Equador (IFPI)                                 | Ouro         | 3,000^              |
| México (AMPROFON))                             | 3x Platina   | 180,000 ^           |
| Peru (IFPI Peru)                               | Platina      | 6,000 ^             |
| Romênia (IFPI Peru)                            | Platina      | 10,000 ^            |
| Venezuela (APFV)                               | Ouro         | 5,000^              |
| ^distribuições baseadas apenas na certificação |              |                     |